# Guacamai verd petit
El guacamai verd petit (Ara severus) és una espècie d'ocell de la família dels psitàcids que habita zones boscoses i pantans d'Amèrica equatorial, des de Panamà cap al sud, a través de Colòmbia, oest de Veneçuela, Guaiana, est del Perú, nord i est de Bolívia i l'Amazònia del Brasil.